# José Mário Branco
José Mário Branco (25. května 1942 – 19. listopadu 2019) byl portugalský zpěvák a kytarista.

## Život
José Mário Branco vyrůstal v rodině učitele a sám studoval historii na Coimberské univerzitě. Kvůli svým písním byl pronásledován bezpečnostní složkou PIDE a v roce 1963 odešel do exilu do Francie. Spolupracoval například se Sérgiem Godinhim, José Afonsem či Camaném. Do Portugalska se vrátil v roce 1974. Svou první dlouhohrající desku vydal v roce 1971, nesla název Mudam-se os tempos, mudam-se as vontades. Později vydal řadu dalších alb.